# Дарвазький хребет
Дарва́зький хребе́т (Дарвозький хребет) — гірський хребет в Таджикистані. Відноситься до гірської системи Паміру.
Простягається із північного сходу на південний захід, між долинами річок Обіхінгоу на півночі та Ванч на півдні. На північному сході з'єднується з хребтом Академії Наук. Найвища точка — гора Арнавад (5992 м). Вкритий льодовиками.
Інші вершини:
- пік Тахарв — 5963 м
- пік Чорний — 5850 м

| Таджикистан | Це незавершена стаття з географії Таджикистану. Ви можете допомогти проєкту, виправивши або дописавши її. |